# Lysiosquilla
Lysiosquilla là một chi tôm tít trong họ Lysiosquillidae.

## Các loài
Chi này có loài sau:
- Lysiosquilla acanthocarpus
- Lysiosquilla campechiensis Manning, 1962
- Lysiosquilla capensis Hansen, 1895
- Lysiosquilla colemani Ahyong, 2001
- Lysiosquilla hoevenii (Herklots, 1851)
- Lysiosquilla isos Ahyong, 2004
- Lysiosquilla maculata
- Lysiosquilla manningi Boyko, 2000
- Lysiosquilla monodi Manning, 1977
- Lysiosquilla panamica Manning, 1971
- Lysiosquilla scabricauda (Lamarck, 1818)
- Lysiosquilla sulcirostris Kemp, 1913
- Lysiosquilla suthersi Ahyong, 2001
- Lysiosquilla tredecimdentata Holthuis, 1941